# Washington Football Team 2020
La stagione 2020 del Washington Football Team è stata la 89ª della franchigia nella National Football League e la prima con Ron Rivera come capo-allenatore.
Il 13 luglio 2020, la squadra annunciò il ritiro del nome "Redskins", con la nuova denominazione che sarebbe stata annunciata successivamente. Il 23 luglio fu annunciato che sarebbe stato utilizzato il nome di Washington Football Team fino al cambio di nome, previsto per il 2022.
La squadra migliorò il record di 3-13 della stagione 2019 salendo a 7–9 e vincendo la NFC East per la prima volta dal 2015. Divennero così la terza squadra della storia a qualificarsi per i playoff con un record negativo dopo i Seattle Seahawks del 2010 e i Carolina Panthers del 2014, i secondi dei quali allenati dallo stesso Rivera. Divennero anche la prima squadra della storia a qualificarsi per i playoff dopo avere iniziato la stagione con un record di 2-7. La loro stagione si chiuse nel primo turno dei playoff contro i Tampa Bay Buccaneers futuri vincitori del Super Bowl. La stagione vide il ritorno del quarterback Alex Smith, che aveva subito un infortunio che aveva messo a rischio la sua vita nel 2018 e aveva saltato l'intera stagione 2019. Smith fu nominato NFL Comeback Player of the Year, mentre il defensive end Chase Young, scelto come secondo assoluto nel Draft NFL 2020, fu nominato rookie difensivo dell'anno.

## Scelte nel Draft 2020

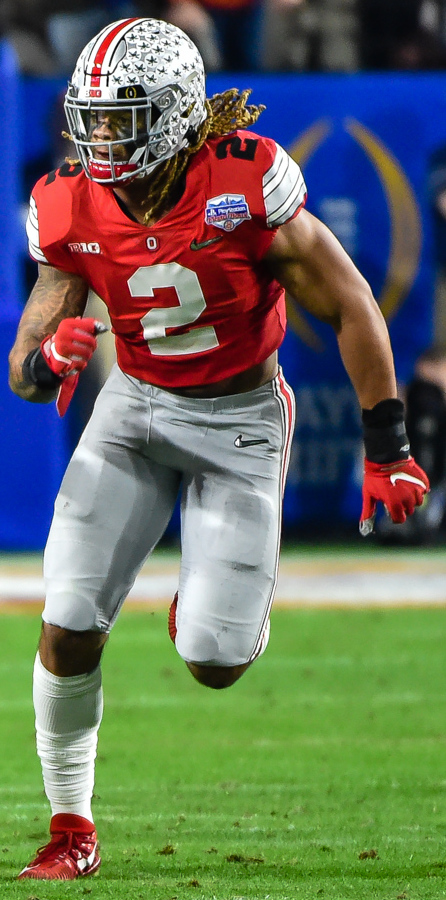
I Redskins scelsero Chase Young come secondo assoluto nel Draft 2020

| Scelte dei Redskins nel Draft 2020 |        |                      |       |                 |
| Giro                               | Scelta | Giocatore            | Ruolo | College         |
| 1                                  | 2      | Chase Young          | DE    | Ohio State      |
| 3                                  | 66     | Antonio Gibson       | RB    | Memphis         |
| 4                                  | 108    | Saahdiq Charles      | T     | LSU             |
| 4                                  | 142    | Antonio Gandy-Golden | WR    | Liberty         |
| 5                                  | 156    | Keith Ismael         | C     | San Diego State |
| 5                                  | 162    | Khaleke Hudson       | LB    | Michigan        |
| 7                                  | 216    | Kamren Curl          | FS    | Arkansas        |
| 7                                  | 229    | James Smith-Williams | DE    | NC State        |

## Staff
| Staff del Washington Football Team nel 2020 |
| --- |
| Organi dirigenziali - Proprietario – Daniel Snyder - Presidente – Jason Wright - Vice presidente del personale dei giocatori – Kyle Smith - Direttore degli osservatori professionisti – Eric Stokes - Direttore degli osservatori del college – Tim Gribble - Vice presidente senior dell'amministrazione del football – Rob Rogers - Vice presidente senior dello sviluppo dei giocatori – Doug Williams Capo allenatore - Capo allenatore – Ron Rivera Altri allenatori - Preparatore atletico – Chad Englehart - Assistente p.a. – Kavan Latham - Assistente p.a. – Jake Sankal - Head athletic trainer – Larry Hess Allenatori dell'attacco - Coordinatore offensivo – Matt Cavanaugh - Quarterback – Ken Zampese - Running back – Randy Jordan - Wide receiver – Jim Hostler - Assistente wide receiver – Drew Terrell - Tight end – Pete Hoener - Offensive line – John Matsko - Assistente offensive line – Travelle Wharton - Controllo qualità – Luke Del Rio e Todd Storm Allenatori della difesa - Coordinatore difensivo – Jack Del Rio - Defensive line – Sam Mills III - Assistant defensive line – Jeff Zgonina - Linebackers – Steve Russ - Defensive back – Chris Harris - Assistente defensive back – Brent Vieselmeyer e Richard Rodgers Sr. - Controllo qualità – Vincent Rivera Allenatori dello special team - Coordinatore special team – Nate Kaczor - Assistente special team – Ben Jacobs |

## Roster
| Roster del Washington Football Team nel 2020 |
| --- |
| Quarterback - 8 Kyle Allen - 7 Dwayne Haskins - 11 Alex Smith Running Back - 34 Peyton Barber - 24 Antonio Gibson - 35 Bryce Love - 41 J.D. McKissic Wide Receiver - 10 Antonio Gandy-Golden - 80 Dontrelle Inman - 17 Terry McLaurin - 15 Steven Sims RS - 83 Isaiah Wright Tight End - 85 Marcus Baugh - 87 Jeremy Sprinkle - 82 Logan Thomas Offensive Linemen - 77 Saahdiq Charles T - 74 Geron Christian T - 60 Keith Ismael C - 78 Cornelius Lucas T - 67 Wes Martin G - 76 Morgan Moses T - 73 Chase Roullier C - 75 Brandon Scherff G - 72 David Sharpe T - 71 Wes Schweitzer G Defensive Linemen - 52 Ryan Anderson DE - 93 Jonathan Allen DT - 98 Matt Ioannidis DT - 91 Ryan Kerrigan DE - 94 Daron Payne DT - 97 Tim Settle DT - 96 James Smith-Williams DE - 90 Montez Sweat DE - 99 Chase Young DE Linebacker - 53 Jon Bostic MLB - 58 Thomas Davis Sr. OLB - 51 Shaun Dion Hamilton OLB - 55 Cole Holcomb MLB - 47 Khaleke Hudson OLB - 54 Kevin Pierre-Louis OLB Defensive Back - 30 Troy Apke FS - 26 Landon Collins SS - 31 Kamren Curl FS - 23 Ronald Darby CB - 22 Deshazor Everett SS - 29 Kendall Fuller CB - 32 Danny Johnson CB - 25 Fabian Moreau CB - 20 Jimmy Moreland CB - 37 Greg Stroman CB Special Team - 3 Dustin Hopkins K - 57 Nick Sundberg LS - 5 Tress Way P Lista delle riserve - 92 Ryan Bee DT (IR) - 96 Caleb Brantley DT (Opt-out) - 56 Reuben Foster LB (IR) - 80 Emanuel Hall WR (NF-Inj.) - 13 Kelvin Harmon WR (NF-Inj.) - 40 Josh Harvey-Clemons OLB (Opt-out) - 69 Michael Liedtke G (IR) - 46 Thaddeus Moss TE (IR) - 38 Simeon Thomas CB (IR) - 14 Jordan Veasy WR (IR) Squadra di allenamento - 64 David Bada DT - 95 Jordan Brailford DE - 12 Tony Brown WR - 36 Aaron Colvin CB - 63 Joshua Garnett G - 84 Shelton Gibson WR - 88 Hale Hentges TE - 46 Cole Luke CB - 6 Steven Montez QB - 50 Jared Norris LB - 48 Nate Orchard DE - 45 Donald Payne LB - 64 Ross Pierschbacher C - 39 Jeremy Reaves FS - 89 Cam Sims WR - 66 David Steinmetz T 53 attivi, 10 inattivi, 15 nella squadra di allenamento |
| Legenda - I rookie sono in corsivo. - Il primo ruolo è il principale mentre gli eventuali successivi indicano i ruoli secondari. - (IR) sta per Injured Reserve ed indica la lista ristretta per un solo giocatore infortunato che può tornare ad allenarsi dopo la settimana 6 e a rientrare in prima squadra dopo che questa ha giocato 8 partite. - (NF-Inj.) / (NF-Ill.) stanno rispettivamente per Non-Football Injured e Non-Football Illness ed indicano le liste dove viene inserito un giocatore che ha un infortunio o una malattia non dipendente dal football americano. - (PUP) sta per Physically Unable to Perform ed indica la lista dove viene inserito un giocatore mentre è in attesa di recuperare la condizione fisica. Nella stagione regolare dopo la sesta partita giocata dalla propria squadra, il giocatore ha tempo tre settimane per riprendere ad allenarsi, più tre settimane aggiuntive dal suo rientro agli allenamenti per rientrare in prima squadra. |

## Calendario

### Pre-stagione
Il calendario della fase pre-stagionale è stato annunciato il 7 maggio 2020. Tuttavia, il 27 luglio 2020, il commissioner della NFL Roger Goodell ha annunciato la cancellazione totale della pre-stagione, a causa della pandemia di Covid-19.

### Stagione regolare
| Stagione regolare |                    |                        |                    |                    |                         |                    |
| Turno             | Data               | Avversario             | Risultato          | Record             | Stadio                  | Sintesi            |
| 1                 | 13 settembre       | Philadelphia Eagles    | V 27–17            | 1–0                | FedExField              | Recap              |
| 2                 | 20 settembre       | at Arizona Cardinals   | S 15–30            | 1–1                | State Farm Stadium      | Recap              |
| 3                 | 27 settembre       | at Cleveland Browns    | S 20–34            | 1–2                | FirstEnergy Stadium     | Recap              |
| 4                 | 4 ottobre          | Baltimore Ravens       | S 17–31            | 1–3                | FedExField              | Recap              |
| 5                 | 11 ottobre         | Los Angeles Rams       | S 10–30            | 1–4                | FedExField              | Recap              |
| 6                 | 18 ottobre         | at New York Giants     | S 19–20            | 1–5                | MetLife Stadium         | Recap              |
| 7                 | 25 ottobre         | Dallas Cowboys         | V 25–3             | 2–5                | FedExField              | Recap              |
| 8                 | Settimana di pausa | Settimana di pausa     | Settimana di pausa | Settimana di pausa | Settimana di pausa      | Settimana di pausa |
| 9                 | 8 novembre         | New York Giants        | S 20–23            | 2–6                | FedExField              | Recap              |
| 10                | 15 novembre        | at Detroit Lions       | S 27–30            | 2–7                | Ford Field              | Recap              |
| 11                | 22 novembre        | Cincinnati Bengals     | V 20–9             | 3–7                | FedExField              | Recap              |
| 12                | 26 novembre        | at Dallas Cowboys      | V 41–16            | 4–7                | AT&T Stadium            | Recap              |
| 13                | 7 dicembre         | at Pittsburgh Steelers | V 23–17            | 5–7                | Heinz Field             | Recap              |
| 14                | 13 dicembre        | at San Francisco 49ers | V 23–15            | 6–7                | State Farm Stadium      | Recap              |
| 15                | 20 dicembre        | Seattle Seahawks       | S 15–20            | 6–8                | FedExField              | Recap              |
| 16                | 27 dicembre        | Carolina Panthers      | S 13–20            | 6–9                | FedExField              | Recap              |
| 17                | 3 gennaio          | at Philadelphia Eagles | V 20–14            | 7–9                | Lincoln Financial Field | Recap              |

Note: gli avversari della propria division sono in grassetto.

### Playoff
| Playoff   |           |                          |           |        |            |         |
| Turno     | Data      | Avversario               | Risultato | Record | Stadio     | Sintesi |
| Wild Card | 9 gennaio | Tampa Bay Buccaneers (5) | S 23–31   | 0–1    | FedExField | Recap   |

## Premi
- Alex Smith:

comeback player of the year
- Chase Young

rookie difensivo dell'anno

### Premi settimanali e mensili
- Ryan Kerrigan:

difensore della NFC della settimana 1
- Tress Way:

giocatore degli special team della NFC della settimana 11
giocatore degli special team della NFC della settimana 14
- Antonio Gibson:

rookie della settimana 12
- Dustin Hopkins:

giocatore degli special team della NFC della settimana 13
- Chase Young:

difensore della NFC del mese di dicembre
rookie difensivo del mese di dicembre